# Damse Vaart
El Damse Vaart, també anomenat Napoleonvaart, és un canal de Bèlgica que enllaçava Bruges (Be) a Sluis (Nl). Té una llargada de 13,6 km. Avui, només els primers 500 metres a Bruges són navegables de classe I. El canal i el seu entorn formen un paisatge protegit.

## Història
La construcció va començar el 1810 a l'època napoleónica - d'on el segon nom Napoleonvaart - però les nombroses tribulacions polítiques (la desfeta de Waterloo, la revolució belga i el múltiples tractats entre Bèlgica i els Països Baixos) van fer que l'obra només va acabar-se l'any 1856. Les obres van ser executades entre d'altres per presoners de guerra espanyols.

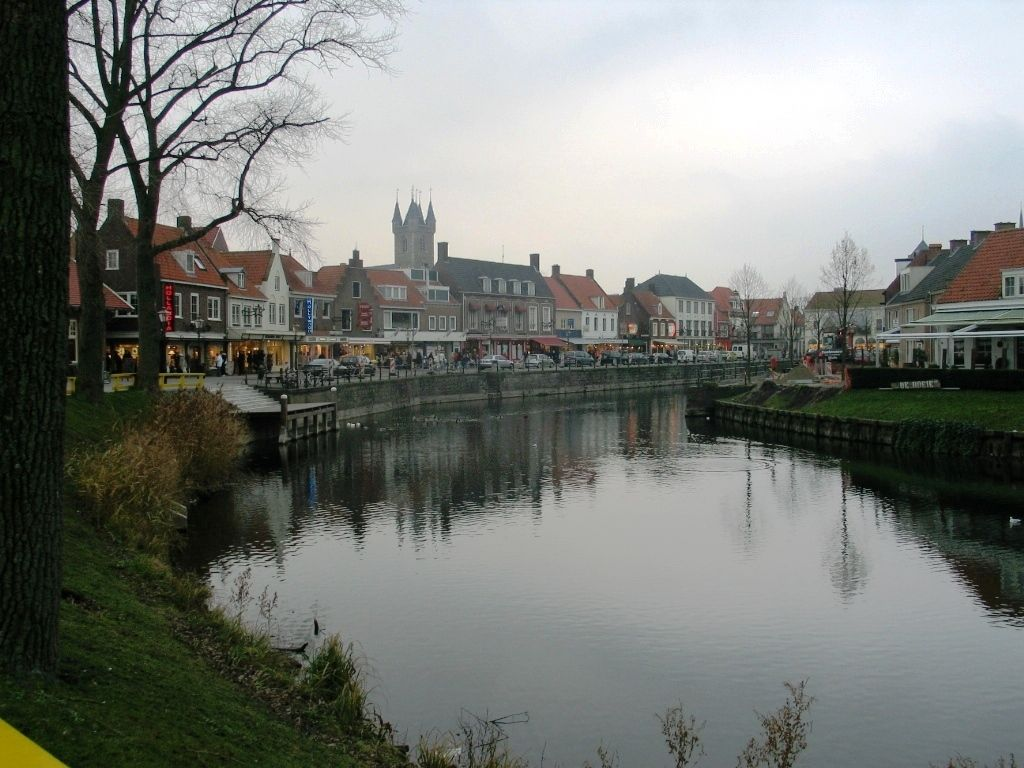
Damse Vaart a Sluis amb el belfort al segon pla

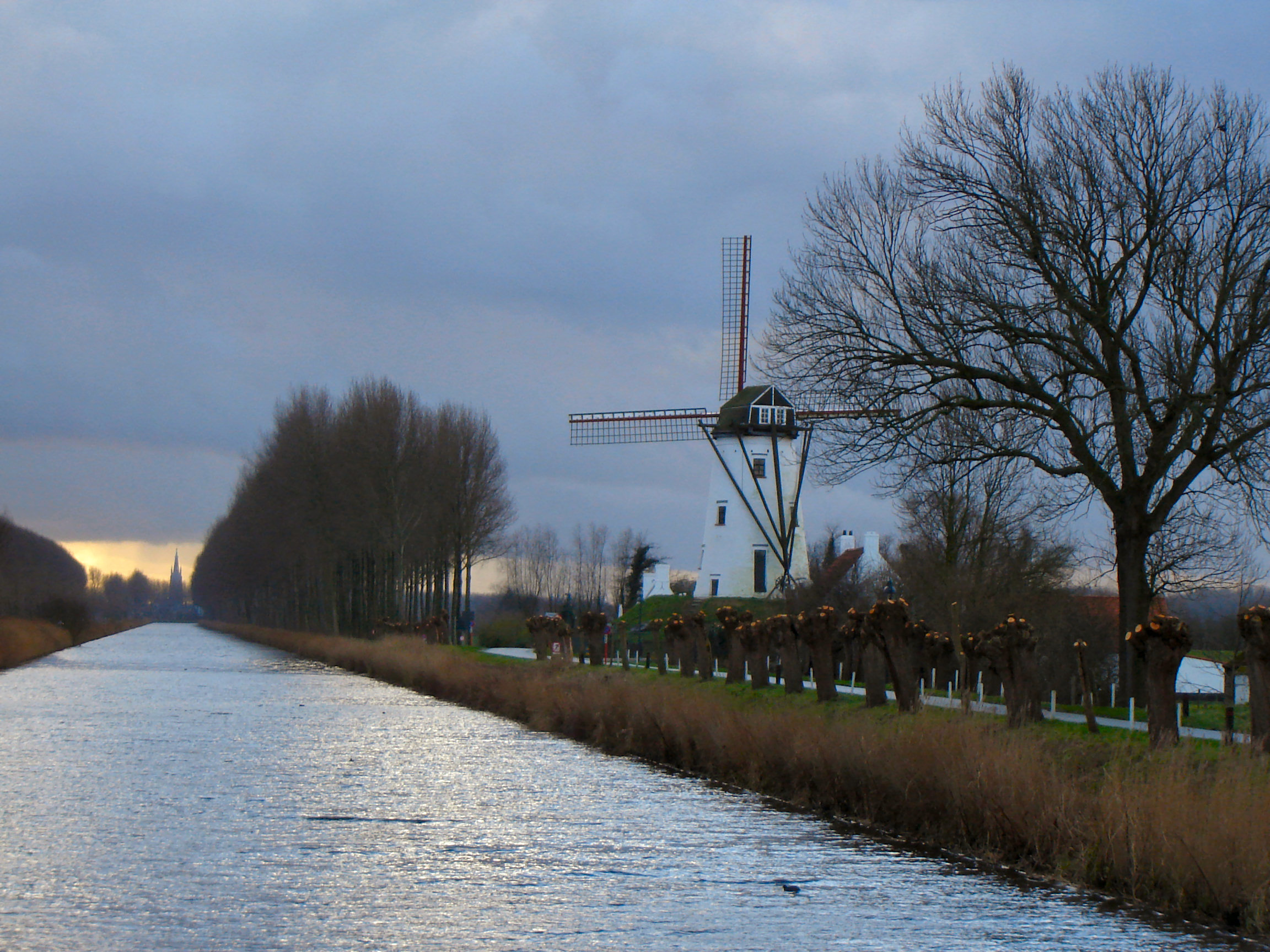
Salzes coronadissos a la ribera a Damme Damme

El canal hauria hagut d'enllaçar Bruges amb l'Escalda occidental a Breskens. Feia part d'una xarxa de canals per permetre d'aprovisionar l'exèrcit francès, de manera arrecerada de la marina anglesa. Després de la desfeta de Napoleó la construcció es va aturar. El tram d'Hoeke a Sluis només es va acabar el 1856.
En travessar el centre de Damme, molts edificis nobles i la plaça del mercat del blat Koornmarkt es van derrocar. Els tres rius, el Lieve, el Reie i el Zwin que confluïen al centre i el moll es van omplir amb la sorra de l'excavació del canal.
Entre Damme i Oostkerke, el canal creua el Leopoldkanaal i el Schipdonkkanaal. Dos sifons conduïen aquests canals sota el canal de Damme. El 1940 les tropes franceses van dinamitar-los i mai no es van reconstruir després de la Segona Guerra Mundial com que el canal va perdre el seu paper econòmic. El 2015 es va celebrar el bicentenari del canal amb una exposició, la publicació d'una monografia i tot una sèrie d'animacions recreatives.

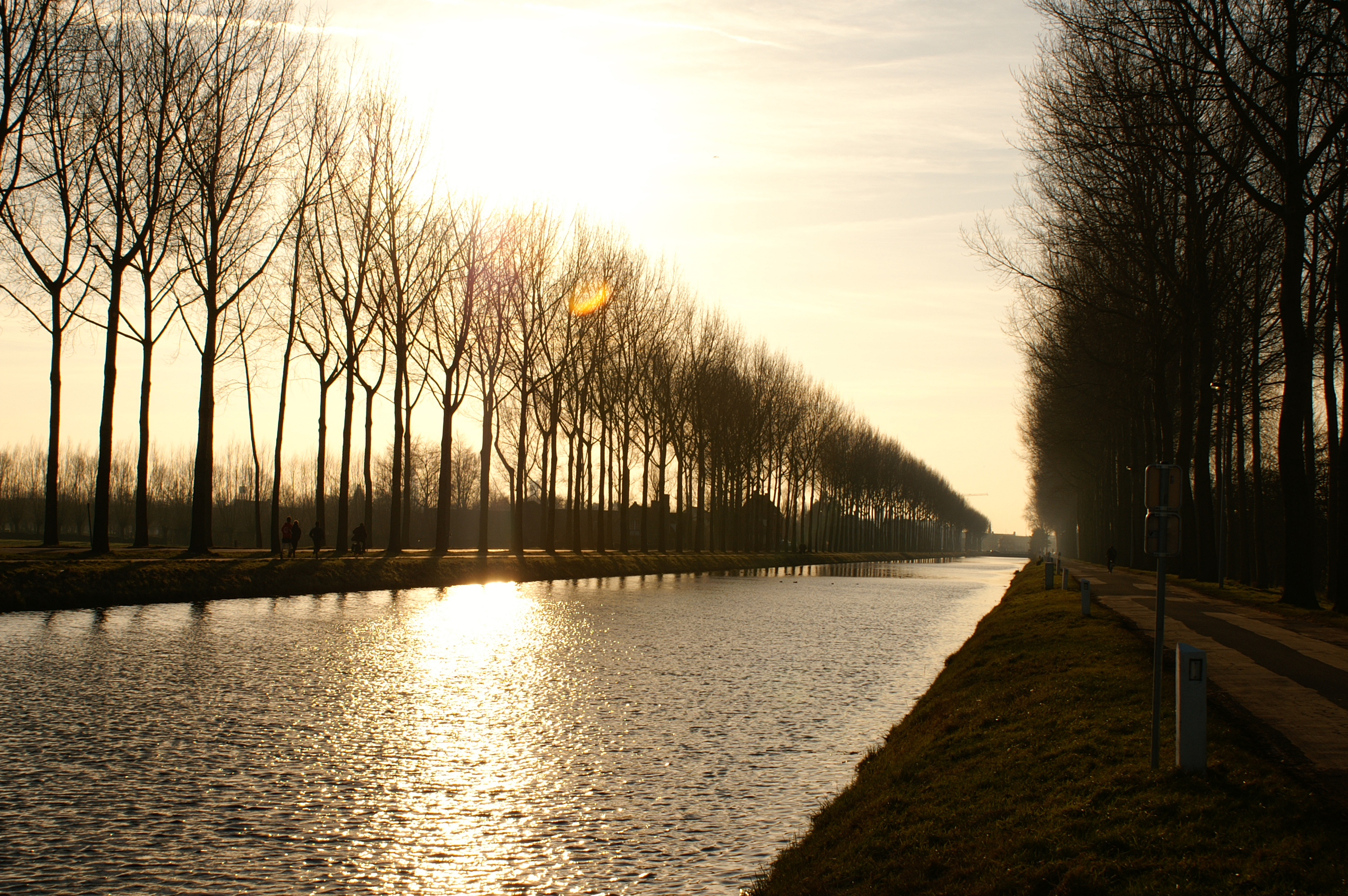
Damse Vaart

## Ús recreatiu i esportiu

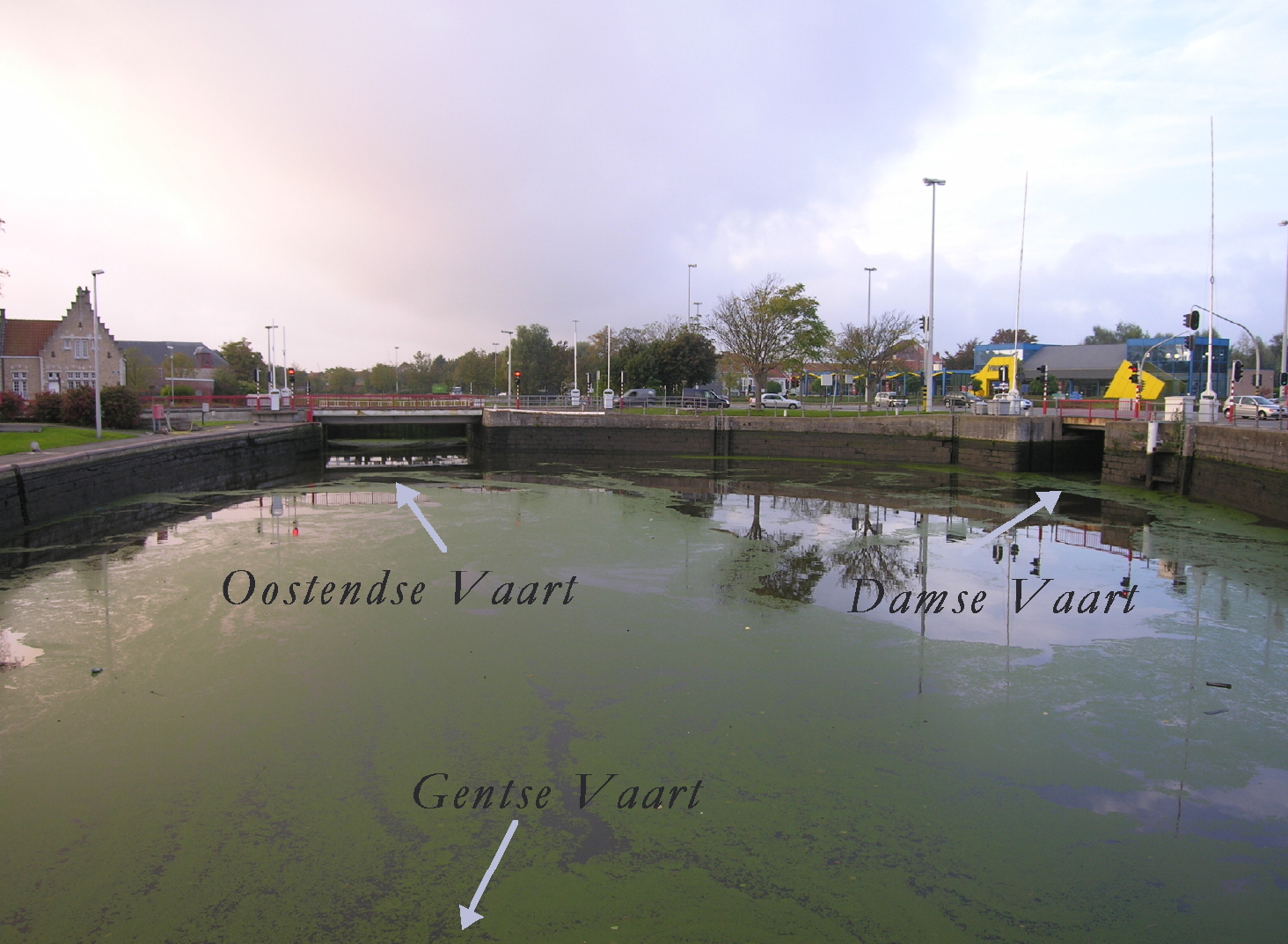
Tres canals a Bruges

Avui una presa es va construir a 500m després de l'Spuikom de Bruges. La resta ja no té cap paper pel transport, si més no per a excursions recreatives. No es permet nadar, excepte des del 2016 l'estiu per a l'entrenament per la natació a l'aire lliure a l'estiu, però només per membres reglementaris de clubs a certes hores. En hiverns severs el canal gela prou i s'hi pot patinar, quan els tres ajuntaments riberencs l'autoritzen.
El vell camí de sirga serveix com sender per a vianants lents, que connecta Bruges amb llocs turístics com a el Molí Schellemolen a Damme, els pobles d'Hoeke, Oostkerke i la ciutat de Sluis. A Hoeke hi ha «Kobus», el pont transbordador en autoservei per a ciclistes i vianants. El canal i les seves afores força pintorescs continuen inspirant molts pintors i diletants. El retorns d'un folc d'ovelles amb pastor des del 2016, per al manteniment ecològic de la gespa dels dics del canals en va augmentar l'encant de pintors i fotógrafs. Un anys després, es va parar el projecte perquè era més car que el manteniment mecànic.